# (5003) Silvanominuto
(5003) Silvanominuto es un asteroide perteneciente al cinturón de asteroides, descubierto el 15 de marzo de 1988 por Walter Ferreri desde el Observatorio de La Silla, Chile.

## Designación y nombre
Designado provisionalmente como 1988 ER2. Fue nombrado Silvanominuto en honor al astrónomo italiano Silvano Minuto fundador del Observatorio Suno y promotor de varias leyes regionales sobre contaminación lumínica en Italia.

## Características orbitales
Silvanominuto está situado a una distancia media del Sol de 2,251 ua, pudiendo alejarse hasta 2,457 ua y acercarse hasta 2,045 ua. Su excentricidad es 0,091 y la inclinación orbital 1,849 grados. Emplea 1233 días en completar una órbita alrededor del Sol.

## Características físicas
La magnitud absoluta de Silvanominuto es 14.